# Нижньогородський державний академічний театр ляльок
Нижньогородський державний академічний театр ляльок (рос. Нижегородский государственный академический театр кукол) — державний академічний театр ляльок у обласному центрі Росії місті Нижньому Новгороді.

## Загальні дані
Нижньогородський державний академічний театр ляльок міститься в історичній будівлі за адресою:
вул. Велика Покровська, 29а, м. Нижній Новгород (Росія).
Будівля театру є пам'яткою архітектури місцевого значення — збудована 1912 року архітектором Федором Шехтелем.
Глядацька зала театру розрахована на 380 відвідувачів.
Нині директором театру є Гар'янов Олександр Сергійович, художнім керівником — Мішин Олександр Іванович.

## Історія театру
У 1928 році групою ентузіастів на чолі з подружжям Яворських у Нижньому Новгороді було організовано ляльковий театр «Пєтрушка».
27 січня 1929 року були показані перші вистави — відтак, са́ме цей день прийнято вважати днем народження театру.
Тривалий час у театрі практикували викнятково перчаточні ляльки, і лише 1945 року у виставі «Три апельсина» К. Гоцці вперше було використано тростьові ляльки.
У 1952 році до театру прийшов талановитий актор, режисер, драматург Ю.Н. Єлісєєв. Роботи цього фахівця були високо оцінені — дипломами, преміями, нагородами різноманітних оглядів і фестивалів.
До 1954 року колектив закладу працював на різних майданчиках, адже власного приміщення не мав, отримавши його нарешті на вулиці Великій Покровській.
1956 року на сцені Нижньогородського лялькового було вперше поставлено виставу для дорослих глядачів — «Чёртова мельница» (І. Шток, постановка Ю.Н. Єлісєєва).
У 1957 році Ю.Н. Єлісєєв став головним режисером театру, продовжуючи ставити спектаклі як для дітей, так і дорослих.
Від 1967 року — на посаді головного режисера О.І. Мішин, що працює в театрі дотепер.
1979 року театр переїхав у нове приміщення, також на Великій Покровській.
У 1997 році Нижньогородському театрові ляльок було присвоєно високе звання академічного — на той час єдиному з периферійних театральних колективів у Росії.

## Репертуар, творчий склад, діяльність
У репертуарі Нижньогородського державного академічного театру ляльок — постановки за народними казками, творами для дітей і класиків російської, радянської та світової літератури.
За 80 років існування в театрі було поставлено понад 300 вистав.
У чинній афіші театру — 30 вистав для дітей і 4 для дорослих.
Трупа театру — 16 акторів, всі — випускники Нижньогородського театрального училища.
Театр ляльок із Нижнього Новгорода добре знають у багатьох містах Росії, він гастролював з успіхом також і за кордоном. Нижньогородський державний академічний театр ляльок — учасник і лауреат Міжнародних фестивалів в Угорщині, Франції, Іспанії, Бельгії, успішно виступав у Німеччині та США. Ляльки, створені в майстернях театру, здобули Диплом і Велику срібну медаль на Всесвітній виставці в Брюсселі, отримали нагороди в Нью-Йорку, Чехії та Франції.

## Виноски
1. ↑  План глядацької зали[недоступне посилання] на Офіційна вебсторінка театру (рос.)
2. ↑  Контакти [Архівовано 2009-11-16 у Wayback Machine.] на Офіційна вебсторінка театру
3. ↑  Нижньогородський державний академічний театр ляльок на teatrkukol.giport.ru [Архівовано 5 січня 2010 у Wayback Machine.] (рос.)
4. ↑  Про театр [Архівовано 16 листопада 2009 у Wayback Machine.] на Офіційна вебсторінка театру [Архівовано 14 листопада 2009 у Wayback Machine.] (рос.)